# Joan d'Olzinelles
Joan d'Olzinelles (Tarragona, segle xiv - Tarragona, segle XV) va ser un noble i hisendat català.
Era fill de Bernat d'Olzinelles, un alt funcionari de la cort de Pere el Cerimoniós, tresorer i ambaixador reial. Era donzell o gentilhome, membre inferior de l'estament militar català. Va heretar del seu pare totes les possessions que aquell havia anat comprant o havia obtingut per herència familiar. Era bon soldat, però mal administrador, i va haver de vendre's molts dels títols i territoris que va rebre, tot i que el 1365 va comprar el castell de Lavit. El 1378 era senyor de Vilafortuny, títol que es vengué el 1394. També es va vendre el castell de Vila-seca, tot i que va mantenir el títol de senyor de Vila-seca almenys fins al 1417. Per herència del seu pare era castlà de la vila de Reus, cosa que li donava la jurisdicció civil. La jurisdicció eclesiàstica i el domini senyorial d'un terç de la vila, la residència al Castell del Cambrer i la totalitat de la senyoria i els delmes pel que fa al terme parroquial, corresponia al Cambrer, canonge de la Seu de Tarragona, que, quan Olzinelles va prendre possessió com a castlà, era Pierre Flandrin. Hi ha documents que testimonien les baralles de Flandrin amb Joan d'Olzinelles, per qüestions de jurisdicció, que van obligar el cambrer a recórrer a la Seu Apostòlica a causa de la sentència arbitral contraria a la Cambreria, que van donar tres jutges designats per resoldre aquest plet. Més endavant, Joan d'Olzinelles va perdre el domini de la castlania per deutes, causats per l'encariment de la mà d'obra, escassa des de la pesta negra, cosa que va produir la ruïna de molts petits senyors catalans. La castlania va sortir a subhasta el 1397 i la va comprar el nou Cambrer Pere de Luna (Benet XIII d'Avinyó) unificant així ambdues senyories i extingint per sempre la castlania de Reus.
Però Joan d'Olzinelles, recuperat econòmicament, va voler recuperar la castlania, i va presentar diverses reclamacions contra el capítol i el Cambrer. Els plets van durar anys, fins que l'audiència de Barcelona va declarar que la raó la tenia el cambrer. Però Olzinelles no en va quedar satisfet i va reclamar al mateix tribunal, que el 1416 va tornar a donar la raó al Cambrer, i va manar a Olzinelles "silenci i callament perpetus". Olzinelles va recórrer al nunci de Martí V, que va fer arribar el plet al bisbe de Sabina Pedro Fernández de Frías, en altre temps Cambrer de la vila de Reus, i finalment aquest, el 1419, va donar la raó al capítol de la catedral de Tarragona, i va manar als Olzinelles que callessin per sempre. A la mort de Pedro Fernández de Frías, els hereus de Joan d'Olzinelles van seguir amb els plets contra el capítol tarragoní, però finalment el 1425 l'arquebisbe de Tarragona Dalmau de Mur va promulgar una ordre donant la castlania de Reus al capítol i al seu cambrer.